# Halové mistrovství světa v atletice 2006

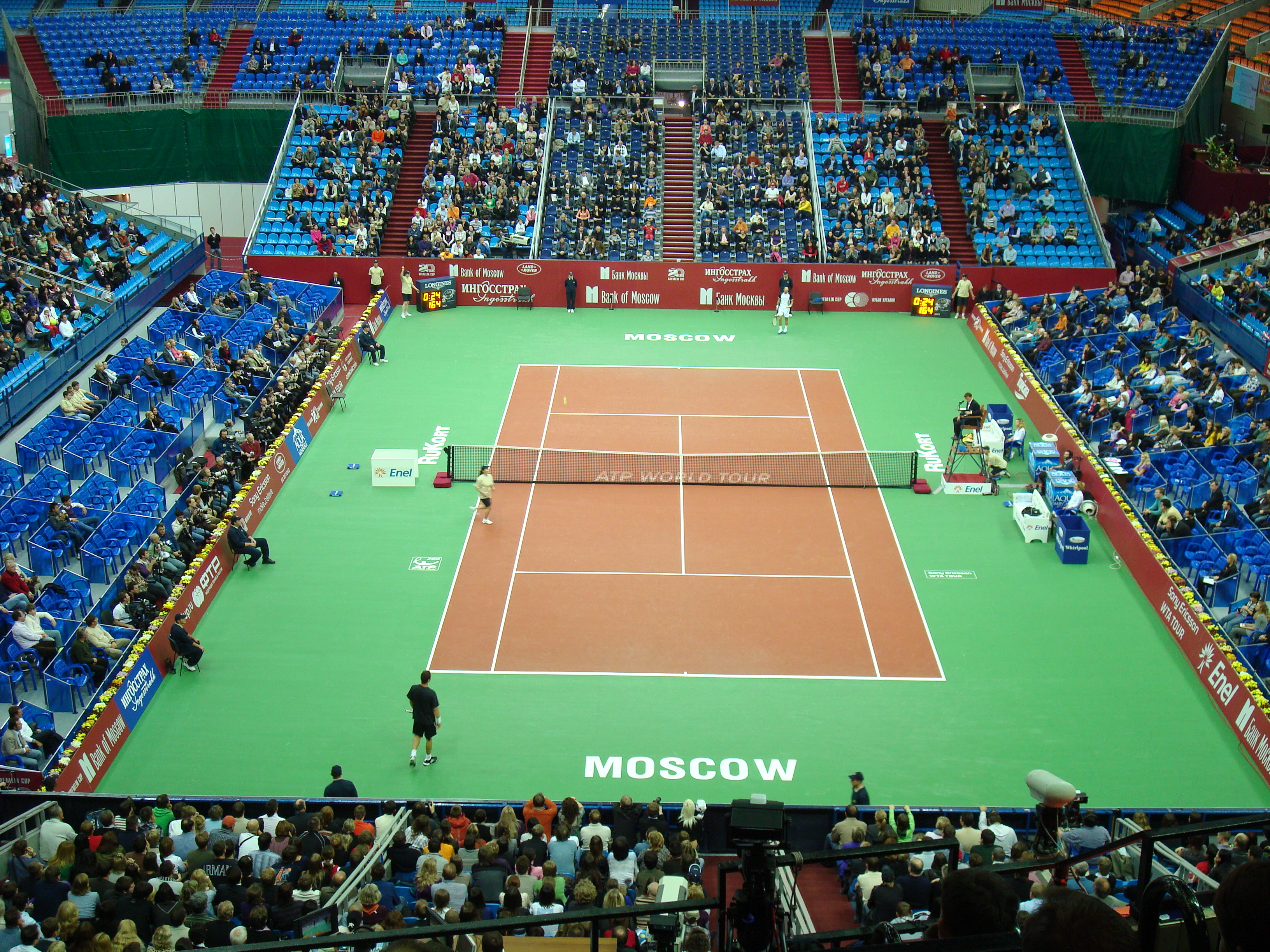
Hala při pořádání Kremlin Cupu

11. halové mistrovství světa v atletice se konalo od 10. do 12. března 2006 v ruské metropoli, ve sportovním komplexu Olimpijskij v Moskvě.
IAAF rozhodla o místu konání v listopadu roku 2003, když Moskva dostala přednost před španělským Madridem. Atletických klání se zúčastnilo 562 atletů a atletek ze 129 států světa. Na programu již nebyl Běh na 200 metrů.

## Česká účast
Českou republiku na tomto šampionátu reprezentovalo 7 atletů (4 muži a 3 ženy).

## Medailisté

### Muži
| Soutěž            | Zlato                                                                         | Stříbro                                                                              | Bronz                                                                                 |
| ----------------- | ----------------------------------------------------------------------------- | ------------------------------------------------------------------------------------ | ------------------------------------------------------------------------------------- |
| 60 m              | Leonard Scott 6,50                                                            | Andrej Jepišin 6,52                                                                  | Terrence Trammell 6,54                                                                |
| 400 m             | Alleyne Francique 45,54                                                       | California Molefe 45,75                                                              | Chris Brown 45,78                                                                     |
| 800 m             | Wilfred Bungei 1:47,15                                                        | Mbulaeni Mulaudzi 1:47,16                                                            | Jurij Borzakovskij 1:47,38                                                            |
| 1500 m            | Ivan Heško 3:42,08                                                            | Daniel Kipchirchir Komen 3:42,55                                                     | Elkanah Angwenyi 3:42,98                                                              |
| 3000 m            | Kenenisa Bekele 7:39,32                                                       | Sajf Saíd Šáhín 7:41,28                                                              | Eliud Kipchoge 7:42,58                                                                |
| 60 m př.          | Terrence Trammell 7,43                                                        | Dayron Robles 7,46                                                                   | Dominique Arnold 7,52                                                                 |
| Štafeta 4 × 400 m | USA 3:03,24 Tyree Washington LaShawn Merritt Milton Campbell Wallace Spearmon | Polsko 3:04,67 Daniel Dąbrowski Marcin Marciniszyn Rafał Wieruszewski Piotr Klimczak | Rusko 3:06,91 Konstantin Svechkar Alexandr Darevjagin Jevgenij Lebeděv Dmitrij Petrov |
| Skok do výšky     | Jaroslav Rybakov 2,37 m                                                       | Andrej Těrešin 2,35 m                                                                | Linus Thörnblad 2,33 m                                                                |
| Skok o tyči       | Brad Walker 5,80 m                                                            | Alhaji Jeng 5,70 m                                                                   | Tim Lobinger 5,60 m                                                                   |
| Skok daleký       | Ignisious Gaisah 8,30 m                                                       | Irving Saladino 8,29 m                                                               | Andrew Howe 8,19 m                                                                    |
| Trojskok          | Walter Davis 17,73 m                                                          | Jadel Gregório 17,56 m                                                               | Yoandri Betanzos 17,42 m                                                              |
| Vrh koulí         | Reese Hoffa 22,11m                                                            | Joachim Olsen 21,16 m                                                                | Pavel Sofin 20,68 m                                                                   |
| Sedmiboj          | André Niklaus 6 192 bodů                                                      | Bryan Clay 6 187 bodů                                                                | Roman Šebrle 6 161 bodů                                                               |

### Ženy
| Soutěž            | Zlato                                                                                     | Stříbro                                                                          | Bronz                                                                                     |
| ----------------- | ----------------------------------------------------------------------------------------- | -------------------------------------------------------------------------------- | ----------------------------------------------------------------------------------------- |
| 60 m              | Me'Lisa Barberová 7,01                                                                    | Lauryn Williamsová 7,01                                                          | Kim Gevaertová 7,11                                                                       |
| 400 m             | Olesja Krasnomovecová 50,04                                                               | Vanja Stambolovová 50,21                                                         | Christine Amertilová 50,34                                                                |
| 800 m             | Maria Mutolaová 1:58,90                                                                   | Kenia Sinclairová 1:59,54                                                        | Hasna Benhassiová 2:00,34                                                                 |
| 1500 m            | Julija Čiženková 4:04,70                                                                  | Jelena Sobolevová 4:05,21                                                        | Meriem Jusuf Džamalová 4:05,53                                                            |
| 3000 m            | Meseret Defarová 8:38,80                                                                  | Lilija Šobuchovová 8:42,18                                                       | Lidia Chojecká 8:42,59                                                                    |
| 60 m př.          | Derval O'Rourkeová 7,84                                                                   | Glory Alozieová 7,86                                                             | Susanna Kallurová 7,87                                                                    |
| Štafeta 4 × 400 m | Rusko 3:24,91 Taťjana Levinová Natalja Nazarovová Olesja Krasnomovecová Natalja Anťuchová | USA 3:28,63 Debbie Dunnová Tiffany Williamsová Monica Hargroveová Mary Dannerová | Bělorusko 3:28,65 Natallia Solohubová Anna Kozaková Julianna Žalniaruková Ilona Usovičová |
| Skok do výšky     | Jelena Slesarenková 2,02 m                                                                | Blanka Vlašičová 2,00 m                                                          | Ruth Beitiaová 1,98 m                                                                     |
| Skok o tyči       | Jelena Isinbajevová 4,80 m                                                                | Anna Rogowská 4,75 m                                                             | Světlana Feofanovová 4,70 m                                                               |
| Skok daleký       | Tianna Madisonová 6,80 m                                                                  | Naide Gomesová 6,76 m                                                            | Concepción Montaner 6,76 m                                                                |
| Trojskok          | Taťjana Lebeděvová 14,95 m                                                                | Anna Pjatychová 14,93 m                                                          | Yamilé Aldamaová 14,86 m                                                                  |
| Vrh koulí         | Natalja Michněvičová 19,84 m                                                              | Nadine Kleinertová 19,64 m                                                       | Olga Rjabinkinová 19,24 m                                                                 |
| Pětiboj           | Ludmila Blonská 4 685 bodů                                                                | Karin Ruckstuhlová 4 607 bodů                                                    | Olga Levenkovová 4 579 bodů                                                               |

## Medailové pořadí
| Umístění | Stát         | Zlato | Stříbro | Bronz | Celkem |
| -------- | ------------ | ----- | ------- | ----- | ------ |
| 1.       | Rusko        | 8     | 5       | 5     | 18     |
| 2.       | USA          | 7     | 4       | 2     | 13     |
| 3.       | Etiopie      | 2     | 0       | 0     | 2      |
| 3.       | Ukrajina     | 2     | 0       | 0     | 2      |
| 5.       | Keňa         | 1     | 1       | 2     | 4      |
| 6.       | Bělorusko    | 1     | 1       | 1     | 3      |
| 6.       | Německo      | 1     | 1       | 1     | 3      |
| 8.       | Ghana        | 1     | 0       | 0     | 1      |
| 8.       | Grenada      | 1     | 0       | 0     | 1      |
| 8.       | Irsko        | 1     | 0       | 0     | 1      |
| 8.       | Mosambik     | 1     | 0       | 0     | 1      |
| 12.      | Polsko       | 0     | 2       | 1     | 3      |
| 13.      | Švédsko      | 0     | 1       | 2     | 3      |
| 14.      | Španělsko    | 0     | 1       | 1     | 2      |
| 14.      | Kuba         | 0     | 1       | 1     | 2      |
| 16.      | Botswana     | 0     | 1       | 0     | 1      |
| 16.      | Brazílie     | 0     | 1       | 0     | 1      |
| 16.      | Bulharsko    | 0     | 1       | 0     | 1      |
| 16.      | Chorvatsko   | 0     | 1       | 0     | 1      |
| 16.      | Jamajka      | 0     | 1       | 0     | 1      |
| 16.      | Jižní Afrika | 0     | 1       | 0     | 1      |
| 16.      | Katar        | 0     | 1       | 0     | 1      |
| 16.      | Nizozemsko   | 0     | 1       | 0     | 1      |
| 16.      | Panama       | 0     | 1       | 0     | 1      |
| 25.      | Bahamy       | 0     | 0       | 2     | 2      |
| 26.      | Bahrajn      | 0     | 0       | 1     | 1      |
| 26.      | Belgie       | 0     | 0       | 1     | 1      |
| 26.      | Česko        | 0     | 0       | 1     | 1      |
| 26.      | Dánsko       | 0     | 0       | 1     | 1      |
| 26.      | Itálie       | 0     | 0       | 1     | 1      |
| 26.      | Maroko       | 0     | 0       | 1     | 1      |
| 26.      | Portugalsko  | 0     | 0       | 1     | 1      |
| 26.      | Súdán        | 0     | 0       | 1     | 1      |